# Turmhügel Wieserkreuz
Der Turmhügel Wieserkreuz befindet sich in der Stadt Kelheim im niederbayerischen Landkreis Kelheim. Die Turmhügelburg (Motte) liegt auf der südlichen Seite der Donau etwa 250 m östlich des Kelheimer Waldfriedhofs nahe dem Aussichtspunkt „Wieserkreuz“. Die Anlage wird als „Turmhügel des Mittelalters“ unter der Aktennummer D-2-7037-0086  in der Bayerischen Denkmalliste geführt.

## Beschreibung
Es handelt sich bei dem Burgrest um einen steil geböschten Kegel aus Kalkbruchsteinen mit einem Basisdurchmesser von ca. 45 m. Dieser liegt zwischen zwei Halsgräben. Der Hügel ist auf der Nordseite 3 m hoch, auf der Südseite 6 m. In der Mitte des Hügels befindet sich ein trichterförmiger Krater, der auf spätere Steinentnahmen zurückzuführen ist. Bis zum ersten Drittel des 20. Jahrhunderts soll noch aufrechtes Bruchstein-Mauerwerk an der Nordost-Seite zu sehen gewesen sein.

## Geschichte
Die Motte wird auf das 12. Jahrhundert datiert. Historische Angaben dazu liegen nicht vor. Grund für den Bau der Anlage könnte in der Überwachung des von Weltenburg herkommenden Weges gesehen werden. Auch könnte von hier aus der Verkehr auf der Donau überwacht worden sein.